# Каменноимангулово
Каменноимангулово — село в Ташлинском районе Оренбургской области в составе Степановского сельсовета.

## География
Располагается на расстоянии примерно 36 километров по прямой на север-северо-восток от районного центра села Ташла.

## История
Деревня Имангулово была основана служивым татарином Имангулом Сябановым. Русское население появилось в Имангулово в XIX веке из Рязанской и Тамбовской губерний. Село впоследствии названо Каменно-Имангулово в связи с тем, что здесь стали добывать точильный камень.

## Население
Постоянное население составляло 343 человека в 2002 году (русские 38 %, татары 57 %), 276 в 2010 году.